# أنديرس ليندكارد
أنديرس روسنكرانتز ليندكارد (بالدنماركية: Anders Rozenkrantz Lindegaard)(مواليد 13 أبريل 1984 في أودنسه بالدنمارك) هو لاعب كرة قدم دنماركي يلعب حالياً لصالح نادي نادي بيرنلي الإنجليزي والمنتخب الوطني الدنماركي في مركز حارس مرمى. بدأ سيرته الكروية في نادي أودنسه بمسقط رأسه ولكن أدت قلة فرص الفرق الأولى لانتقاله إلى نادي نادي أوليسوند النرويجي عام 2009، والذي فاز معه كأس كرة القدم النرويجية. تعاقد ليندكارد مع نادي مانشستر يونايتد بعد فوزه بجائزة حارس مرمى العام في كل من الدنمارك والنرويج عام 2010. ولعب في مانشستر لمدة خمسة سنوات كدعم لأدوين فان در سار ودافيد دي خيا. وانتقل إلى نادي وست بروميتش ألبيون عام 2015 ولكن لم يستطع الدخول في الفريق وانضم إلى بريستون نورث إيند في شهر يناير من عام 2016 بالاقتراض. وانضم إلى بيرنلي في سبتمبر 2017.
مثّل ليندكارد بلده الدنمارك في منتخبي مستوى تحت 19 سنة وتحت 20 سنة قبل لعبه في أول مباراة مع منتخب البالغين ضد آيسلندا بتاريخ 7 سبتمبر عام 2010.
ليندكارد ليس جزءا من مجتمع المثليين، ولكنه واحد من عدد قليل من لاعبي كرة القدم الذين تحدثوا ضد عدم التسامح مع المثلية الجنسية في كرة القدم، وعن عدم وجود لاعبين مثليي الجنس علنا في اللعبة.

## إحصاءات اللعب

### النادي
آخر تحديث المباريات التي لُعِبت يوم 2 أغسطس 2018.
| النادي                         | الموسم                         | الدوري                         | الدوري      | الدوري | الكأس الوطني | الكأس الوطني | كأس الدوري  | كأس الدوري | أخرى        | أخرى  | المجموع     | المجموع |
| النادي                         | الموسم                         | التقسيم                        | مرات الظهور | أهداف  | مرات الظهور  | أهداف        | مرات الظهور | أهداف      | مرات الظهور | أهداف | مرات الظهور | أهداف   |
| ------------------------------ | ------------------------------ | ------------------------------ | ----------- | ------ | ------------ | ------------ | ----------- | ---------- | ----------- | ----- | ----------- | ------- |
| أودنسه                         | 2003–04                        | السوبر الدنماركي               | 0           | 0      | 0            | 0            | —           | —          | —           | —     | 0           | 0       |
| أودنسه                         | 2004–05                        | السوبر الدنماركي               | 0           | 0      | 0            | 0            | —           | —          | 0           | 0     | 0           | 0       |
| أودنسه                         | 2005–06                        | السوبر الدنماركي               | 0           | 0      | 0            | 0            | —           | —          | —           | —     | 0           | 0       |
| أودنسه                         | 2006–07                        | السوبر الدنماركي               | 1           | 0      | 0            | 0            | —           | —          | 2           | 0     | 3           | 0       |
| أودنسه                         | 2007–08                        | السوبر الدنماركي               | 1           | 0      | 0            | 0            | —           | —          | 0           | 0     | 1           | 0       |
| أودنسه                         | 2008–09                        | السوبر الدنماركي               | 0           | 0      | 0            | 0            | —           | —          | 0           | 0     | 0           | 0       |
| أودنسه                         | دوري السوبر الدنماركي 2009–10  | السوبر الدنماركي               | 4           | 0      | 0            | 0            | —           | —          | 2           | 0     | 6           | 0       |
| أودنسه                         | المجموع                        | المجموع                        | 6           | 0      | 0            | 0            | —           | —          | 4           | 0     | 10          | 0       |
| كولدينغ (اقتراض)               | 2008–09 ‏                       | دوري الدرجة الأولى الدانماركي  | 10          | 0      | 0            | 0            | —           | —          | —           | —     | 10          | 0       |
| أوليسوند                       | 2009                           | الدوري النرويجي الممتاز        | 26          | 0      | 3            | 0            | —           | —          | —           | —     | 29          | 0       |
| أوليسوند                       | 2010                           | الدوري النرويجي الممتاز        | 30          | 0      | 1            | 0            | —           | —          | 3           | 0     | 34          | 0       |
| أوليسوند                       | المجموع                        | المجموع                        | 56          | 0      | 4            | 0            | —           | —          | 3           | 0     | 63          | 0       |
| مانشستر يونايتد                | 2010–11                        | الدوري الإنجليزي الممتاز       | 0           | 0      | 2            | 0            | —           | —          | 0           | 0     | 2           | 0       |
| مانشستر يونايتد                | 2011–12                        | الدوري الإنجليزي الممتاز       | 8           | 0      | 1            | 0            | 0           | 0          | 2           | 0     | 11          | 0       |
| مانشستر يونايتد                | 2012–13                        | الدوري الإنجليزي الممتاز       | 10          | 0      | 1            | 0            | 1           | 0          | 1           | 0     | 13          | 0       |
| مانشستر يونايتد                | 2013–14                        | الدوري الإنجليزي الممتاز       | 1           | 0      | 1            | 0            | 1           | 0          | 0           | 0     | 3           | 0       |
| مانشستر يونايتد                | 2014–15                        | الدوري الإنجليزي الممتاز       | 0           | 0      | 0            | 0            | 0           | 0          | 0           | 0     | 0           | 0       |
| مانشستر يونايتد                | المجموع                        | المجموع                        | 19          | 0      | 5            | 0            | 2           | 0          | 3           | 0     | 29          | 0       |
| وست بروميتش ألبيون             | 2015–16                        | الدوري الإنجليزي الممتاز       | 0           | 0      | 0            | 0            | 1           | 0          | —           | —     | 1           | 0       |
| بريستون نورث إيند (اقتراض)     | 2015–16                        | دوري البطولة                   | 14          | 0      | —            | —            | —           | —          | —           | —     | 14          | 0       |
| بريستون نورث إند               | 2016–17                        | دوري البطولة                   | 8           | 0      | 0            | 0            | 2           | 0          | —           | —     | 10          | 0       |
| بريستون نورث إند               | المجموع                        | المجموع                        | 22          | 0      | 0            | 0            | 2           | 0          | —           | —     | 24          | 0       |
| بيرنلي                         | 2017–18                        | الدوري الإنجليزي الممتاز       | 0           | 0      | 0            | 0            | —           | —          | —           | —     | 0           | 0       |
| بيرنلي                         | 2018–19                        | الدوري الإنجليزي الممتاز       | 0           | 0      | 0            | 0            | 0           | 0          | 2           | 0     | 2           | 0       |
| بيرنلي                         | المجموع                        | المجموع                        | 0           | 0      | 0            | 0            | 0           | 0          | 2           | 0     | 2           | 0       |
| المجموع الكامل في مسيرة اللاعب | المجموع الكامل في مسيرة اللاعب | المجموع الكامل في مسيرة اللاعب | 113         | 0      | 9            | 0            | 4           | 0          | 12          | 0     | 139         | 0       |

1. ↑  مرات الظهور في الدوري الملكي
2. ↑  مرات الظهور في الدوري الأوروبي
3. ↑  ظهورين اثنين في الدوري الأوروبي وظهور واحد في Superfinalen
4. 1 2  مرات الظهور في دوري أبطال أوروبا

### دولياً
| الفريق الوطني | السنة | مرات الظهور | أهداف |
| ------------- | ----- | ----------- | ----- |
| الدنمارك      | 2010  | 4           | 0     |
| الدنمارك      | 2011  | 1           | 0     |
| مجموع         | مجموع | 5           | 0     |

## الحياة الشخصية
تزوج ليندكارد من العارضة السويدية المنحدرة من أصول ألبانية ميسا بكيري في يونيو 2014، وانجبا طفلاً اسمياه جوليان.

### دفاعه ونشاطه في حقوق المثليين
ليندكارد ليس جزءا من مجتمع المثليين، ولكنه واحد من بين القلة من لاعبي كرة اللقدم الذين تحدثوا عن عدم التسامح المنتشر إزاء المثلية الجنسية في كرة القدم وغياب اللاعبين المثليين الذين أعلنوا عن توجههم الجنسي. وكتب ليندجارد عام 2012 في منشور على مدونة قائلاً:
«أفكر أولاً وكأولوية بصفتي لاعب كرة قدم بأن الزملاء المثليين يخشون ردة الفعل التي سيلقونها من المعجبين. انطباعي هو أن اللاعبين لن يكون لديهم مشكلة في تقبل شخص مثلي. إن المثلية الجنسية في كرة القدم من الموضوعات التابو. إن الجو على ساحة اللعب وفي المدرجات قاسٍ. الآليات أولية وغالباً ما يُعبَّر عنها عبر الصورة النمطية التقليدية ألا وهي أن الرجل الحقيقي ينبغي أن يكون شجاعاً وقوياً وعدوانياً. وإنها ليست الصورة التي يربطها معجب كرة القدم بالشخص المثلي. تكمن المشكلة بالنسبةِ لي في أن الكثير من معجبي كرة القدم عالقون في زمن اللاتسامح والذي لا يستحق به أن يُقارن مع تطور المجتمع الحديث خلال العقود الأخيرة. يبقى عالم كرة القدم عالقاً في الماضي من ناحية التسامح، فيما كان بقية العالم أكثر تحرراً وتحضراً وأقل تحاملاً. المثليون جنسياً في حاجة لبطل. إنهم في حاجة لأحدٍ ما يتجرأ للوقوف مع ميولاتهم الجنسية.»

## روابط خارجية
- أنديرس ليندكارد على موقع IMDb (الإنجليزية)
- أنديرس ليندكارد على موقع الاتحاد الدولي (مؤرشف)  (الإنجليزية)
- أنديرس ليندكارد على موقع الاتحاد الأوربي (الإنجليزية)
- أنديرس ليندكارد على موقع اتحاد السويد (السويدية)
- أنديرس ليندكارد على موقع قاعدة بيانات كرة القدم.إي يو (الإنجليزية)
- أنديرس ليندكارد على موقع ناشيونال فوتبول تيمز (الإنجليزية)
- أنديرس ليندكارد على موقع Soccerbase.com (لاعب) (الإنجليزية)
- أنديرس ليندكارد على موقع Soccerway.com (الإنجليزية)
- أنديرس ليندكارد على موقع عالم كرة القدم.نت (الإنجليزية)
- أنديرس ليندكارد على موقع AS.com (الإسبانية)